# Kathy Ahern

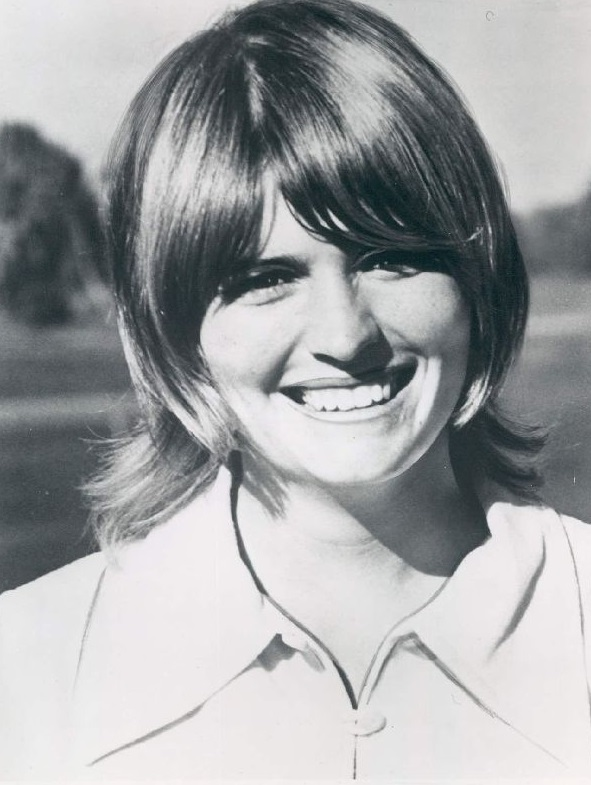
Kathy Ahern (1972)

Kathy Ahern, född 7 maj 1949 i Pittsburgh, död 6 juli 1996, var en amerikansk golfspelare.
Ahern vann sin första stora tävling som 15-åring Texas Public Links Championship och hon var bara 17 år då hon blev medlem på den amerikanska LPGA-touren 1967 där hon vann tre tävlingar. Som amatör vann hon flera tävlingar i Texas och kom tvåa i U.S. Golf Association Junior Amateur.
1971 kom hon tvåa i majortävlingen LPGA Championship men året efter vann hon tävlingen på Pleasant Valley Country Club.
I slutet av 1980-talet drog hon ner på sitt tävlande men engagerade sig fortfarande i det som hände på LPGA-touren och hon assisterade och tränade många av spelarna som fortfarande var aktiva. Ofta var hon caddie åt sin nära vän Sherri Turner. 1991 fick hon beskedet att hon hade drabbats av bröstcancer och hon avled av sjukdomen 1996.

## Meriter

### Majorsegrar
- 1972 LPGA Championship

### LPGA-segrar
- 1970 Southgate Open
- 1972 George Washington Classic